# トムスクII駅
トムスクII駅（トムスクにえき、ロシア語: Станция Томск II）はロシア連邦トムスク州トムスク市10月区に所在するシベリア鉄道トムスク支線の鉄道駅。
トムスク支線の建設後、現在のトムスクII駅はトムスクの中心駅でトムスク駅と呼ばれていた。
時が経ち、多くの乗客は街の中心地に近いメジェニノフカ駅を利用するようになり、1909年にトムスク市議会はメジェニノフカ駅をトムスクI、およびトムスク駅をトムスクIIに駅名を変更することに決定した。
当駅でТомск Грузовойやセヴェルスク方面への線が分岐している。